# Roy Cooling
Roy Cooling (9 tháng 12 năm 1921 – 10 tháng 4 năm 2003) là một cầu thủ bóng đá người Anh thi đấu ở vị trí tiền đạo tầm xa, thi đấu cho Mitchell Main Welfare, Barnsley và Mansfield Town.